# 扶州 (渤海国)
扶州，渤海国的扶余府所领二州之一。为附廓州。
扶州治所在扶余县（今吉林省四平市西一面城）。辖境约当今吉林省农安县、四平市北部一带、辽宁省开原市境或其以北地，一说在公主岭市、梨树县一带。下辖扶余、布多、长平、永平四县。一说辽朝黄龙府之长平等县为其所属，而通州的扶余等县为仙州属县。辽朝灭渤海，州县皆废，辽太祖改为黄龙府。